# Metapogon gilvipes
Metapogon gilvipes är en tvåvingeart som beskrevs av Daniel William Coquillett 1904. Metapogon gilvipes ingår i släktet Metapogon och familjen rovflugor.
Artens utbredningsområde är Kalifornien. Inga underarter finns listade i Catalogue of Life.